# Yaçanã Martins
Yaçanã Regina Nura Torelly Martins (Rio de Janeiro, 19 de outubro de 1954) é uma atriz brasileira. Sua estréia na televisão foi em 1976, em Duas Vidas, novela de Janete Clair. Yaçanã tem uma carreira basicamente firmada na televisão e no teatro.

## Biografia
Yaçanã Regina Nura Torelly Martins nasceu em 19 de outubro de 1954 na cidade do Rio de Janeiro. É filha do compositor Herivelto Martins e da aeromoça Lurdes Nura Torelly. Tem seis irmãos, entre eles o cantor Pery Ribeiro (filho de seu pai, Herivelto, e da cantora Dalva de Oliveira).
Sua estréia na televisão foi em 1976, com apenas 22 anos, na novela Duas Vidas de Janete Clair interpretando a secretária da agência de casamentos de seu Menelal, Shirley. Voltou a televisão em 1982 na novela O Homem Proibido de Teixeira Filho, como a enfermeira Silvinha.
Em 1984 fez uma participação especial em Amor com Amor Se Paga de Ivani Ribeiro e trabalhou na novela Corpo a Corpo de Gilberto Braga dando vida a segunda Shirley de sua carreira.
Depois de 7 anos longe da televisão foi convidada por Gilberto Braga para interpretar a fofoqueira Judite na novela do horário nobre O Dono do Mundo . Em 1992 trabalhou na minissérie Anos Rebeldes de Gilberto Braga como Kira. Em 1994 fez Pátria Minha também de Gilberto Braga interpretando a faxineira Gracinda, irmã de Devair (Stepan Nercessian).
Em 1998 participou da minissérie Dona Flor e Seus Dois Maridos de Dias Gomes inspirada na trama de Jorge Amado, onde viveu Aritana uma mãe de santo. No ano seguinte, 1999, entra na trama de Força de Um Desejo, de Gilberto Braga, na pele da cruel chantagista Socorro. 
Em 2004 esteve em Como uma Onda de Walther Negrão como Jackie. Em 2006 fez a minissérie JK interpretando Assunta Bonfim. E em 2007 volta as novelas em Paraíso Tropical de Gilberto Braga como a faxineira Otília que trabalha na casa de vários personagens da novela.
Em 2010 interpretou sua avô materna, Sílvia Torelly, na minissérie Dalva e Herivelto - Uma Canção de Amor. Minissérie que contava a história de amor Herivelto Martins, pai de Yaçanã, com Dalva de Oliveira. Ainda em 2010 interpretou Penha na segunda versão de Ti Ti Ti.
Em 2012 fez uma participação na minissérie Dercy de Verdade como uma mulher que trabalhava com Dercy Gonçalves. Também esteve no elenco da novela Gabriela de Walcyr Carrasco interpretando a empregada Néia.
Em 2013 na novela Sangue Bom de Maria Adelaide Amaral e Vincent Villari interpretou Celinha, a secretária e melhor amiga de Plínio (Herson Capri). Em 2015 trabalhou em Verdades Secretas de Walcyr Carrasco interpretando Sabina, a diretora do colégio onde Angel (Camila Queiroz) estuda.

## Filmografia

### Televisão
| Ano  | Título                             | Papel                                      |
| ---- | ---------------------------------- | ------------------------------------------ |
| 1976 | Duas Vidas                         | Shirley                                    |
| 1981 | Baila Comigo                       | Ana                                        |
| 1982 | O Homem Proibido                   | Sílvia                                     |
| 1983 | Pão-Pão, Beijo-Beijo               | Tânia                                      |
| 1984 | Amor com Amor Se Paga              | Magali                                     |
| 1984 | Corpo a Corpo                      | Shirley Farjado Neves                      |
| 1986 | Selva de Pedra                     | Enfermeira de Fernanda                     |
| 1987 | Mandala                            | Participação especial                      |
| 1989 | O Salvador da Pátria               | Enfermeira                                 |
| 1989 | Tieta                              | recepcionista                              |
| 1989 | O Sexo dos Anjos                   | Georgina                                   |
| 1990 | La Mamma                           | Venância, a Mulher das Cabras              |
| 1990 | Barriga de Aluguel                 | Enfermeira                                 |
| 1991 | A História de Ana Raio e Zé Trovão | Iolanda                                    |
| 1991 | O Dono do Mundo                    | Judite                                     |
| 1992 | Anos Rebeldes                      | Kira                                       |
| 1993 | O Mapa da Mina                     | Felipa                                     |
| 1994 | Pátria Minha                       | Gracinda                                   |
| 1998 | Dona Flor e seus Dois Maridos      | Mãe Aritana                                |
| 1999 | Força de um Desejo                 | Socorro                                    |
| 2004 | Da Cor do Pecado                   | Cliente de Pai Helinho                     |
| 2004 | Como uma Onda                      | Jackie                                     |
| 2006 | JK                                 | Assunta Bonfim                             |
| 2007 | Paraíso Tropical                   | Otília                                     |
| 2008 | Faça Sua História                  | Passageira (ep: Amigos é Pra Essas Coisas) |
| 2010 | Dalva e Herivelto                  | Sílvia Torely                              |
| 2010 | Ti Ti Ti                           | Penha Mesquita                             |
| 2011 | O Astro                            | Eva                                        |
| 2012 | Dercy de Verdade                   | Helga                                      |
| 2012 | Gabriela                           | Néia de Oliveira                           |
| 2013 | Sangue Bom                         | Célia Mendes (Celinha)                     |
| 2015 | Verdades Secretas                  | Sabina                                     |
| 2016 | A Terra Prometida                  | Adara                                      |
| 2017 | O Outro Lado do Paraíso            | Silvana                                    |